# 83 (filme)
83 é um próximo filme de drama esportivo indiano dirigido por Kabir Khan e produzido em conjunto por Khan, Vishnuvardhan Induri, Deepika Padukone e Sajid Nadiadwala. Co-distribuído pela Reliance Entertainment, o filme é estrelado Ranveer Singh como jogador de críquete Kapil Dev, juntamente com Deepika Padukone, Tahir Raj Bhasin, Saqib Saleem, Harrdy Sandhu, Ammy Virk, Jiiva, Pankaj Tripathi, Boman Irani, Nishant Dahiya, Sahil Khattar e Amrita Puri.
Em setembro de 2017, Reliance Entertainment e Vibri Media sediaram um evento para anunciar o filme com o time que havia vencido a Copa do Mundo de 1983 antes de as filmagens começarem em 5 de junho de 2019 na Inglaterra. Previsto para lançamento nos cinemas em 10 de abril de 2020, 83 foi adiado para 25 de dezembro de 2020 devido à pandemia de COVID-19. No entanto, em novembro de 2020, o filme foi novamente adiado para o primeiro trimestre de 2021 pelos fabricantes que viram o pior relatório de ocupação do público em relação aos cinemas devido à continuidade da pandemia. O filme está programado para lançamento em 4 de junho de 2021.

## Elenco
- Ranveer Singh como Kapil Dev
- Deepika Padukone como Romi Bhatia[7]
- Tahir Raj Bhasin como Sunil Gavaskar[8]
- Saqib Saleem como Mohinder Amarnath[9]
- Jiiva como Krishnamachari Srikkanth[10][11]
- Harrdy Sandhu como Madan Lal[12][13]
- Ammy Virk como Balwinder Sandhu[14]
- Amrita Puri como Vidya Srikanth
- Sahil Khattar como Syed Kirmani[15]
- Chirag Patil como Sandeep Patil[16]
- Adinath Kothare como Dilip Vengsarkar[17]
- Dhairya Karwa como Ravi Shastri[18]
- Dinker Sharma como Kirti Azad
- Jatin Sarna como Yashpal Sharma (cricketer)|Yashpal Sharma]][18]
- Nishant Dahiya como Roger Binny[18]
- R Badree como Sunil Valson[19]
- Boman Irani como Farokh Engineer[20]
- Pankaj Tripathi como PR Man Singh[21]
- Parvati Nair como Marshneil Mehrotra Gavaskar
- Aditi Arya como Inderjit Bhardwaj

## Produção

### Elenco
Reliance Entertainment e Vibri Media sediaram um evento em setembro de 2017 para anunciar o filme junto com toda a ex-equipe que ganhou a Copa do Mundo de Críquete em 1983. O elenco e seus papéis foram anunciados em fevereiro de 2019.  Amiya Dev, filha de Kapil Dev, juntou-se como assistente do diretor, Kabir Khan. Mali Marshall foi escalado para interpretar seu pai, o jogador de boliche rápido das Índias Ocidentais, Malcolm Marshall. O compositor Pritam se juntou para criar um hino icônico para o filme. Deepika Padukone se juntou ao elenco como a esposa de Kapil Dev, Romi Bhatia, enquanto também co-produzia o filme. O ator tâmil Jiiva foi contratado para interpretar Krishnamachari Srikkanth, marcando sua estreia em hindi.

### Treinamento
Na primeira semana de abril de 2019, em um acampamento no Dharamshala Cricket Stadium, o elenco treinou críquete com os ex-jogadores de críquete Balwinder Sandhu e Yashpal Sharma. Singh estava aprendendo o jogo com Dev antes do início das filmagens em junho.

### Filmando
O diretor Kabir Khan anunciou que as principais rodagens do filme começariam na Inglaterra em maio de 2019. O elenco de '83 voou para Londres em 28 de maio. A fotografia principal começou em 5 de junho em locais em Glasgow, Dulwich College em Londres, clube de críquete de Edimburgo, Nevill Ground em Royal Tunbridge Wells em Kent e campo de críquete The Oval. Khan afirmou: "Agora que está indo para o chão, começando com a programação de Glasgow, todos estão ansiosos para recriar uma jornada que fez história, tudo graças aos nossos heróis do críquete da equipe de 1983". Em meados de junho, Deepika Padukone juntou-se à equipe de cinema em Glasgow para sua parte nas filmagens. A programação de três meses do filme em Londres terminou em 1 de setembro. Padukone terminou sua parte de filmagem em meados de setembro. A filmagem foi concluída em 7 de outubro de 2019.

## Lançamento
Com lançamento inicial em 10 de abril de 2020, 83 foi transferido para o Natal de 2020 devido à pandemia COVID-19 na Índia. No entanto, em novembro de 2020, Reliance Entertainment anunciou que o filme foi novamente colocado em espera e adiado para o primeiro trimestre de 2021, vendo o pior relatório de ocupação do público em direção aos cinemas devido à continuidade da pandemia. O filme está programado para lançamento em 4 de junho de 2021.

## Distribuição
Kamal Haasan e Akkineni Nagarjuna financiaram os direitos Tamil e Telugu do filme, sob sua bandeira Raaj Kamal Films International e Annapurna Studios e os direitos de distribuição do primeiro foram adquiridos pelo YNOT X e o último pela Global Cinemas.